# ポップ・タルト

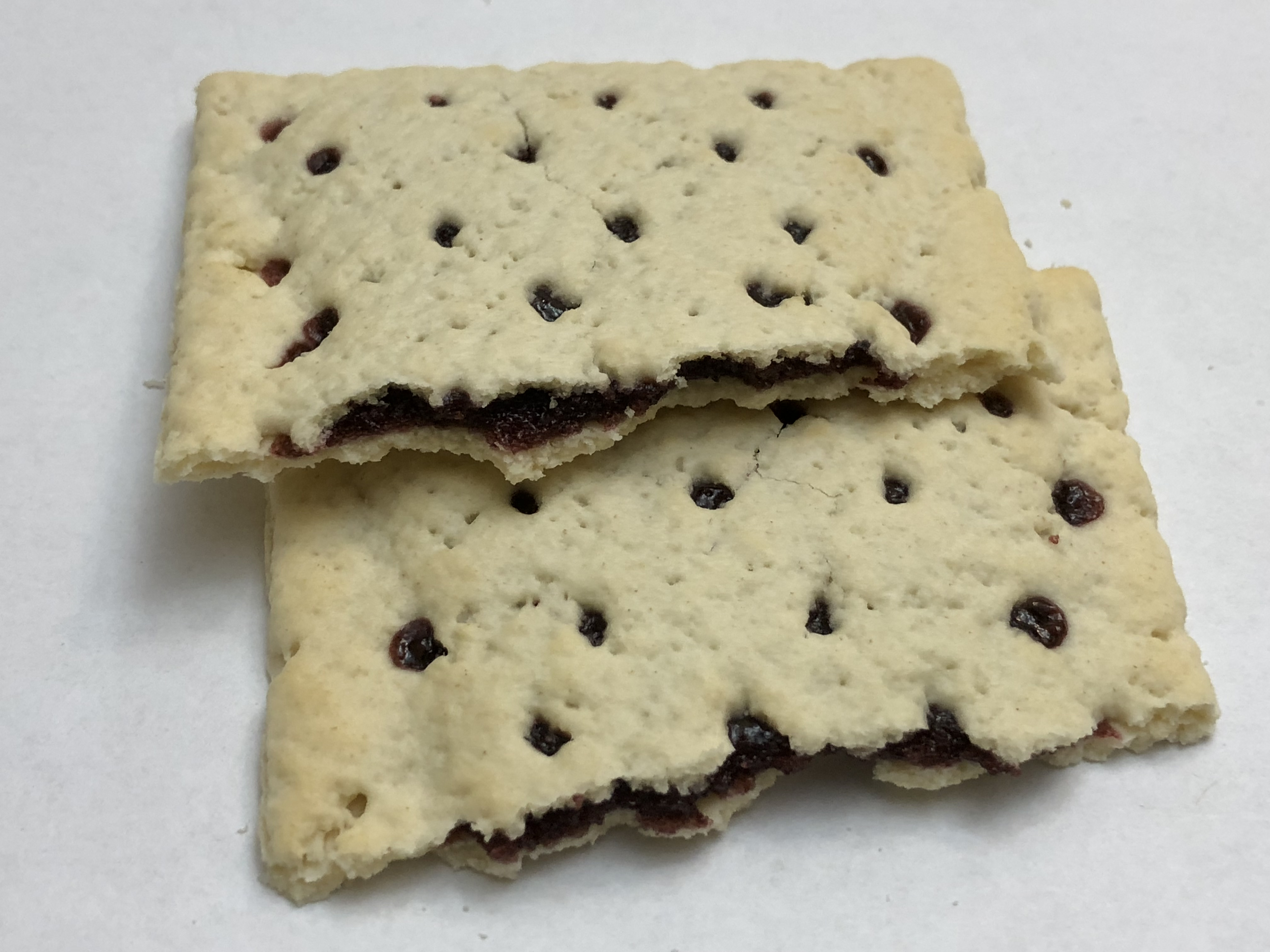
折ったポップ・タルト

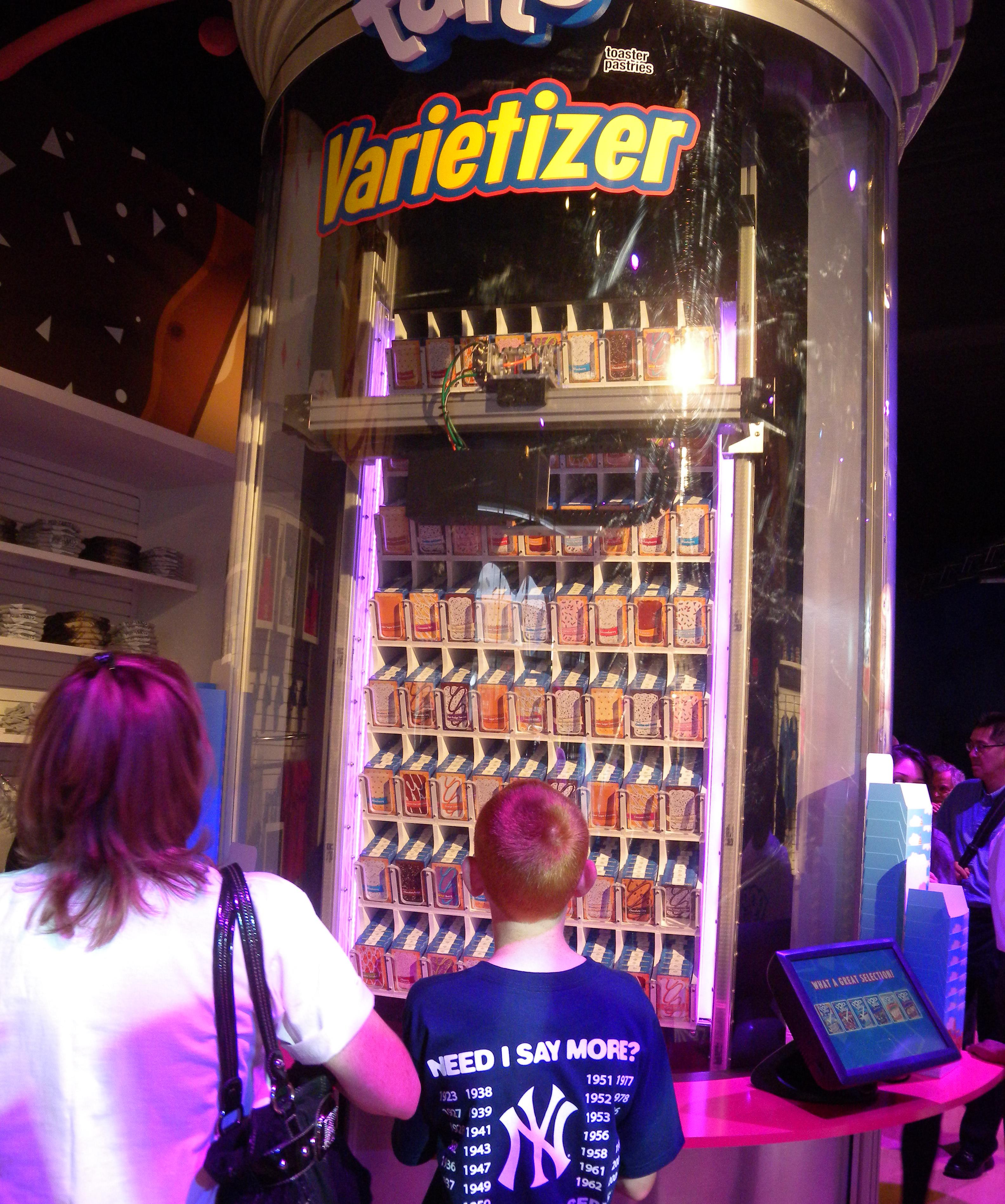
タイムズスクエアのポップ・タルト自販機

ポップ・タルト、ポップ・ターツ（英語: Pop-Tarts）はケロッグの製品名。
1964年発売のロングセラー製品であり、薄いタルト生地、パイ生地に甘いフィリングがはさんである。そのまま食べたり、トースターや電子レンジで軽く加熱してから食べる。
アメリカ合衆国のスーパーマーケットやコンビニエンスストアではオレオと共に必ず売っている製品であり、販売開始以降、長らく愛されてきた菓子である。
大人から子どもまで幅広い世代に人気が高く、朝食、ランチ、おやつ、夜食とさまざまなシーンで食される。学校のランチ（弁当）としても人気が高く、ポップタルト専用の持ち歩きケースの販売もされている。